# Salmo 41
Il salmo 41 (40 secondo la numerazione greca) costituisce il quarantunesimo capitolo del Libro dei salmi.
È tradizionalmente attribuito al re Davide. È utilizzato dalla Chiesa cattolica nella liturgia delle ore.